# Die Zeit, die Tag und Jahre macht, BWV 134a
Die Zeit, die Tag und Jahre macht, BWV 134a (El tiempo, que hace los días y los años) es una cantata secular o serenata compuesta por Johann Sebastian Bach. La escribió en Köthen para la corte del príncipe Leopoldo de Anhalt-Cöthen como una cantata para celebrar el Año Nuevo de 1719, el día de su primera representación.

## Historia y texto
La cantata está basada en textos de Christian Friedrich Hunold, un novelista así como libretista, que impartía clases en la Universidad de Halle, aproximadamente a 30 km de Köthen. Bach colaboró con él en varias cantatas en el periodo de 1718 a 1720. Hunold publicó el texto en 1719, pero la música se conserva en manuscrito.
Bach utilizó la cantata como base para el cantata de Pascua Ein Herz, das seinen Jesum lebend weiß, BWV 134, cuya primera representación tuvo lugar en Leipzig en 1724. La música de la obra original de Köthen estuvo perdida porque el compositor había usado las hojas para su representación de Leipzig. El texto nuevo, de un poeta desconocido, no requirió mucha adaptación musical. Este punto fue explorado por el musicólogo Julian Mincham, quién afirma que Bach era capaz de hacer mucho uso del monosílabo «auf» (surge) en la primera aria del tenor de ambas versiones. Bach aun así identificó el alcance para mejorar en la cantata de Pascua y la revisó en la década de 1730.
Con el resurgimiento del interés en la música de Bach en el siglo XIX, Philipp Spitta, quien escribió una biografía de tres volúmenes de Bach, se encontró el texto impreso, haciendo posible la reconstrucción de la obra completa. La cantata fue incluida en el Bach-Gesellschaft-Ausgabe, la primera edición de las obras completas. Aun así, esta edición, a pesar de tener su relación con la BWV 134, sólo presentó una versión fragmentada de la BWV 134a. Fue publicado en 1881 bajo el título Mit Gnade bekröne der Himmel die Zeiten (una línea de la primera aria de tenor).
El texto de la Serenata es, para la mayoría de los movimientos, un diálogo de dos figuras alegóricas, el Tiempo, representando el pasado, y la Divina Providencia para el futuro.

## Partitura y estructura
La cantata tiene una partitura para dos solistas vocales (alto y tenor), un coro de cuatro partes, dos oboes, dos violines, viola y bajo continuo. El Tiempo lo interpreta el tenor, la Divina Providencia el alto; sólo el último de los ocho movimientos emplea el coro.
1. Recitativo (tenor, alto): Die Zeit, die Tag und Jahre macht
2. Aria (tenor): Auf, Sterbliche, lasset ein Jauchzen ertönen
3. Recitativo (tenor, alto): So bald, als dir die Sternen hold
4. Aria (alto, tenor): Es streiten, es siegen, die künftigen Zeiten
5. Recitativo (alto, tenor): Bedenke nur, beglücktes Land
6. Aria (alto): Der Zeiten Herr hat viel vergnügte Stunden
7. Recitativo (tenor, alto): Hilf, Höchster, hilf, daß mich die Menschen preisen
8. Coro: Ergetzet auf Erden, erfreuet von oben

## Música
La cantata se desarrolla de una secuencia de recitativos y arias hacia un coro final. Esta estructura es similar a otras cantatas de Bach compuestas en Köthen, pero es diferente de la mayoría de sus cantatas de iglesia.
Los diálogo recitativos son mayoritariamente secco, acompañados sólo por el bajo continuo. El primer aria del Tiempo está dominada por el primer oboe. El segundo aria es un dúo que habla sobre la competición de los tiempos, ilustrado por simbolización en los primeros violines. En el último aria, la voz de la Divina Providencia está acompañada sólo por el bajo continuo en motivos ostinato y libremente puede expresar el «Harmonie der Seelen» (armonía de las almas).
La cantata culmina en un movimiento coral abierto por el tenor «Ergetzet auf Erden» (Da el placer terrestre), seguido por el alto «erfreuet von oben» (da gozo celestial), entonces todas las voces cantan juntas en homofonía «Glückselige Zeiten, vergnüget muere Haus!» (O edades afortunadas, ¡traed alegría a esta casa!). El patrón se repite dos veces más, aumentando en riqueza. La sección media del movimiento empieza de nuevo por alto y tenor, pero esta vez juntos. En las palabras siguientes, «sie blühen, sie leben» (ellos florecen, ellos viven), comienza un desarrollo fugal de todas las voces, bastante similar al coro de apertura de Herz und Mund und Tat und Leben, BWV 147 una sucesión rápida de las voces y un melisma largo en la palabra leben, creando música animada. El alto y el tenor empiezan un fuga dos veces más, cantando cada vez líneas más adornada en «durchlauchtigsten Seelen» (la mayoría de distinguidos espíritus). Cierra hasta el final de la sección media con todas las voces gritando juntas la palabra «ruft» (grito) dos veces, acentuado por un resto. Entonces, se repite la primera parte completa da capo.